# Calamosaurus foxi
Il calamosauro (Calamosaurus foxi) è un dinosauro carnivoro, appartenente ai celurosauri. Visse nel Cretaceo inferiore (Barremiano, circa 125 milioni di anni fa) e i suoi resti fossili sono stati ritrovati in Inghilterra.

## Classificazione
Questo dinosauro è stato descritto per la prima volta da Richard Lydekker nel 1889, sotto il nome di Calamospondylus. Il nome, però, era già stato utilizzato in precedenza per definire altri fossili frammentari di un dinosauro del Cretaceo inglese. Lydekker, quindi, cambiò il nome in Calamosaurus nel 1891. Questi eventi, insieme al fatto che entrambi i resti erano da attribuire a dinosauri carnivori, condussero a una certa confusione: per lungo tempo, infatti, Calamosaurus e Calamospondylus sono stati considerati sinonimi (insieme a un altro teropode poco conosciuto, Aristosuchus).
Calamosaurus è noto per un paio di vertebre cervicali, che fanno supporre l'esistenza di un teropode di dimensioni medie (lunghezza circa 3,5 metri) e dalla costituzione leggera; le vertebre, dotate di processi traversi dalla sezione quadrata, indicano che Calamosaurus era un rappresentante dei celurosauri, probabilmente una forma relativamente basale (primitiva). A questo animale è stata riferita anche una tibia rinvenuta nello stesso luogo, ma a causa della notevole differenza di taglia quest'ultima non può essere appartenuta allo stesso esemplare dell'olotipo. Per molti anni, Calamosaurus è stato ascritto ai celuridi, una famiglia di teropodi alla quale sono stati attribuiti praticamente tutti i piccoli dinosauri carnivori conosciuti per resti frammentari.
Studi recenti pubblicati solo online (Naish, 2006) indicano che Calamosaurus potrebbe essere strettamente imparentato con Dilong, un tirannosauroide del Cretaceo della Cina.